# Albino Jara
Albino Jara Benegas, né le 28 février 1877 à Luque et mort le 15 mai 1912 à Paraguarí, est un militaire et homme d'État paraguayen. Surnommé El varón meteórico (« l'homme à l'ascension météorique »), il est président de la République  du 17 janvier au 5 juillet 1911.

## Biographie

### Jeunesse et formation
Étudiant à la faculté de droit, il travaille à la bibliothèque de l'université jusqu'en 1903. Il devient professeur d'éducation physique à l'âge de quatorze ans, dans le collège national de la capitale.
À l'âge de vingt ans, il obtient une bourse pour aller étudier au Chili au sein de l'académie militaire. De retour au pays, il passe du grade de lieutenant à celui de capitaine en 1904, puis colonel en 1908.

### Président
Le 17 janvier 1911, après un coup d'État renversant le président Manuel Gondra, au pouvoir depuis seulement deux mois, Jara assume le pouvoir, à seulement trente-trois ans.
Pendant son mandat, il tente d'établir un système scolaire comparable à celui des États-Unis ou des pays d'Europe. Il lance une politique de travaux dans les transports comme le pavage de quarante kilomètres de rue dans Asuncion ou bien la jonction par voie de chemin de fer entre la capitale et Encarnación.
Le 23 mars 1911, il propose la création de chaires libres d'histoire nationale et d'économie et des finances et par un décret du 29 mars, il crée l'Institut historique et géographique du Paraguay pour favoriser la diffusion des connaissances scientifiques et littéraires.
Le 5 juillet suivant, il est déposé et expulsé à Buenos Aires.

### Retour et mort
Un an plus tard, il revient au Paraguay afin d'organiser une révolution contre le président Pedro Peña mais celle-ci est un échec. Gravement blessé par balle lors de la tentative, il meurt le 15 mai 1912.

## Liens
- Notice dans un dictionnaire ou une encyclopédie généraliste :   - Enciclopedia De Agostini
- Notices d'autorité :   - VIAF
  - GND